# Фёдоровка (Покровский район, Донецкая область)
Фёдоровка (укр. Федорівка, до 2016 года Лунача́рское) — село на Украине, находится в Покровском районе Донецкой области.
Код КОАТУУ — 1422755602. Население по переписи 2001 года составляет 64 человека. Почтовый индекс — 85340. Телефонный код — 623.